# Ruch własny
Ruch własny – miara szybkości zmiany pozycji gwiazdy na niebie z biegiem czasu, liczonej w jednostkach prędkości kątowej; podawany jest zwykle w sekundach kątowych na rok.
Fakt, że gwiazdy zmieniają pozycję na niebie został odkryty przez Edmunda Halleya w 1718, przez porównanie pozycji kilku z najjaśniejszych gwiazd w swoich czasach z pozycjami tych gwiazd opisanymi przez greckiego astronoma Hipparchosa 1850 lat wcześniej.
Wraz z zastosowaniem fotografii w astronomii, począwszy od XIX wieku, znalezienie praktycznie wszystkich gwiazd z dużym ruchem własnym stało się niezwykle proste - wystarczy tylko porównać dwa zdjęcia nieba wykonane z odstępem kilkudziesięciu lat. Ponieważ takie gwiazdy z reguły leżą blisko naszego Układu Słonecznego, metoda ta pozwoliła zidentyfikować wiele najbliżej położonych gwiazd, wliczając w to bardzo słabo świecące czerwone karły.

## Gwiazdy o największym ruchu własnym
Gwiazdy o największym ruchu własnym według Katalogu Hipparcosa:
1. Gwiazda Barnarda
2. Gwiazda Kapteyna
3. Groombridge 1830
4. Lacaille 9352
5. Gliese 1
6. HIP 67593
7. 61 Cygni A
8. 61 Cygni B
9. Lalande 21185
10. Epsilon Indi